# Кичаново (Пермский район)
Кичаново — деревня в Пермском районе Пермского края. Входит в состав Култаевского сельского поселения.

## Географическое положение
Расположена на правом берегу реки Нижняя Мулянка, в 3 км к востоку от административного центра поселения, села Култаево.

## Улицы
- Безымянная ул.
- Береговая ул.
- Бородихинская ул.
- Казанский тракт.
- Луговой пер.
- Уральская ул.

## Население
| 2010 |
| ---- |
| 432  |

## Топографические карты
- Лист карты O-40-76 Юго-камский. Масштаб: 1 : 100 000. Состояние местности на 1983 год. Издание 1984 г.